# メアリー・ミーカー
メアリー・G・ミーカー（英: Mary G. Meeker、1959年9月 - ）は、アメリカ合衆国、ウォールストリートの元証券アナリストで現在はベンチャーキャピタリスト。
モバイル系を含むインターネット分野における第一人者であり、2014年にはフォーブス誌の「世界で最も影響力のある女性」で77位にランクインした。

## 略歴
インディアナ州ポートランドで生まれ、1981年にデパー大学で心理学における学士号(B.A.)を、また1986年にコーネル大学で金融における経営学修士号(M.B.A)を取得した。1991年からモルガン・スタンレーで勤務、2010年に退社した。
2011年からはアメリカの名門ベンチャーキャピタルのクライナーパーキンスコーフィールド&ベイヤーズ（通称KPCB）のゼネラルパートナーに就任した。

## 主な投資先

### IPO・売却された企業
- Facebook
- Groupon
- Twitter
- Lending Club
- Spotify
- Square
- Waze

### 現在も保有中の企業
- Airbnb
- Houzz
- Instacart
- Intercom
- Nextdoor
- Slack
- Ring
- SoundCloud
- Stripe